# Amorimia exotropica
Amorimia exotropica är en tvåhjärtbladig växtart som först beskrevs av August Heinrich Rudolf Grisebach, och fick sitt nu gällande namn av W.R.Anderson. Amorimia exotropica ingår i släktet Amorimia och familjen Malpighiaceae. Inga underarter finns listade i Catalogue of Life.